# Two Out of Three Ain't Bad
"Two Out of Three Ain't Bad" is een nummer van de Amerikaanse zanger Meat Loaf. Het nummer verscheen op zijn debuutalbum als soloartiest Bat Out of Hell uit 1977. In februari 1978 werd het uitgebracht als de tweede single van het album.

## Achtergrond
"Two Out of Three Ain't Bad" is, net zoals de rest van het album Bat Out of Hell, geschreven door Jim Steinman. Het is het laatste nummer dat werd geschreven voor het album. In een interview met de televisiezender VH1 in 2003 vertelde hij: "Ik weet nog dat Mimi Kennedy [destijds actrice in Steinmans muscial Rheingold] mij vertelde, weet je wel, toen ik waarschijnlijk aan het klagen was over waarom niemand mijn werk goed vond en dat ik geen deal kon krijgen, ze zei, 'Weet je Steiny, jouw werk is zo gecompliceerd. Kun je niet iets simpelers schrijven?' En toen ze dat zij stond het station met oude muziek aan op de radio, en het speelde dat oude Elvis-nummer, "I Want You, I Need", of wat het ook was. "I Want You, I Need You, I Love You", weet je wel. Ik ging mijn eigen nummer zingen, maar het was "I Want You, I Need You, I Love You". Zij zei, 'Waarom schrijf je niet iets simpels als dat, 'ik wil je, ik heb je nodig, ik hou van je'?' Ik zei, 'Nou ja, ik zal het proberen'. Ik probeer niet om het gecompliceerd te maken. Ik weet nog dat ik naar huis ging en ik deed mijn best, maar het beste dat ik kon doen was, 'I want you, I need you, but there ain't no way I'm ever gonna love you, don't be sad, 'cause two out of three ain't bad' [Ik wil je, ik heb je nodig, maar er is geen mogelijkheid dat ik ooit van je ga houden, wees niet verdrietig, want twee van de drie is niet slecht]. Dus er zat nog steeds een twist in, maar het was het dichtst bij een simpel nummer, en eentje dat Elvis had kunnen doen."
"Two Out of Three Ain't Bad" is, na "I'd Do Anything for Love (But I Won't Do That)" de grootste hit van Meat Loaf in de Verenigde Staten, met een elfde plaats als hoogste notering. In het Verenigd Koninkrijk kwam de single tot plaats 32. In Nederland en Vlaanderen kwam het nummer niet in de hitlijsten terecht. Er zijn twee covers van het nummer gemaakt die internationale hitlijsten behaalden. In 1995 nam Bonnie Tyler het nummer op voor haar album Free Spirit en in 1996 behaalde het de vierde plaats in de Amerikaanse Hot Dance Maxi-Singles Sales-lijst. In 1998 nam de Canadese countrymuzikant Julian Austin het nummer op voor zijn album What My Heart Already Knows en behaalde met zijn versie de twintigste plaats in de countrylijsten in zijn thuisland.

## NPO Radio 2 Top 2000
| Nummer met noteringen in de NPO Radio 2 Top 2000 | '00 | '01 | '02 | '03 | '04 | '05-'06 | '07 | '08  | '09 | '10 | '11 | '12 | '13 | '14 | '15 | '16 | '17  | '18  | '19  | '20  | '21  | '22  | '23  | '24  |
| ------------------------------------------------ | --- | --- | --- | --- | --- | ------- | --- | ---- | --- | --- | --- | --- | --- | --- | --- | --- | ---- | ---- | ---- | ---- | ---- | ---- | ---- | ---- |
| Two Out of Three Ain't Bad                       | 502 | 212 | 523 | 500 | 799 | -       | 925 | 1244 | 809 | 831 | 755 | 829 | 816 | 841 | 957 | 988 | 1043 | 1216 | 1085 | 1166 | 1304 | 1001 | 1100 | 1267 |

1. ↑  Een '-' betekent dat het nummer niet was genoteerd en een vetgedrukt getal geeft de hoogste notering aan.
2. ↑  2000 was het eerste jaar met een notering voor dit nummer.